# Форвард Энерго
ПАО «Форвард Энерго» (ранее ОАО «Территориальная генерирующая компания № 10», ОАО «ТГК-10», ПАО «Фо́ртум») — российская энергетическая компания, созданная в результате реформы РАО «ЕЭС России». Производственные активы и деятельность сосредоточены на Урале и в Западной Сибири. Штаб-квартира — в Москве.
В структуру компании входят семь теплоэлектростанций. Четыре из них — в Челябинской области, три — в Тюменской области, в том числе Няганская ГРЭС (г. Нягань, ХМАО-Югра) — одна из самых крупных и современных тепловых электростанций России. Сегодня основное направление инвестиций связано с развитием возобновляемых источников энергии (ВИЭ).

## История
ОАО «Территориальная генерирующая компания № 10» (ОАО «ТГК-10») была создана путем реорганизации ОАО «Тюменская региональная генерирующая компания» и ОАО «Челябинская генерирующая компания» в 2005—2006 годах. В марте 2008 года стратегическим партнером и собственником ОАО «ТГК-10» стала финская энергетическая корпорация Fortum, являющаяся третьим по величине иностранным инвестором в российской электроэнергетике. В апреле 2009 года ОАО «ТГК-10» была переименована в ОАО «Фортум». В сентябре 2017 года утверждена новая организационно-правовая форма компании — публичное акционерное общество «Фортум» (ПАО «Фортум»). В августе 2023 года на внеочередном собрании акционеры компании приняли решение сменить фирменное название на ПАО «Форвард Энерго» .

## Собственники
Основным акционером компании является финский энергетический концерн Fortum, которому принадлежит 95 % акций ПАО «Фортум».
25.04.2023 Президент РФ Владимир Путин подписал указ, согласно которому доля ПАО «Фортум», принадлежащая финской корпорации Fortum, передана во временное управление Федеральному агентству по управлению государственным имуществом (Росимущество). Речь идёт о 69,88% акций ПАО «Форвард Энерго», принадлежащих Fortum Russia BV, и 28,35% акций ПАО «Форвард Энерго», которыми владеет Fortum Holding BV. Под управление также переданы недвижимость, движимое имущество и ценные бумаги. Указ не касается «вопросов собственности и не лишает владельцев их активов».

## Руководство
Генеральный директор компании с октября 2009 года — Александр Чуваев. C апреля 2023 года Совет директоров назначил на пост генерального директора Вячеслава Кожевникова, ранее работавшего в компании «Башнефть» .

## Деятельность
ПАО «Форвард Энерго» входит в дивизион «Россия» корпорации Fortum, который включает также участие Fortum в ПАО «ТГК-1» (29,5 %). Компания осуществляет деятельность по производству и сбыту электрической и тепловой энергии.
В структуре компании семь тепловых электростанций, расположенных на Урале и в Западной Сибири, ветропарки в Ульяновской и Ростовской областях, Республике Калмыкии и солнечные электростанции, которые находятся в Оренбургской области, Республике Башкортостан и Республике Калмыкии:
- Тюменская ТЭЦ-1;
- Тюменская ТЭЦ-2;
- Няганская ГРЭС;
- Челябинская ТЭЦ-1;
- Челябинская ТЭЦ-2;
- Челябинская ТЭЦ-3;
- Челябинская ТЭЦ-4 (Челябинская ГРЭС);
- Ульяновская ВЭС-1;
- Ульяновская ВЭС-2;
- Каменская ВЭС;
- Сулинская ВЭС;
- Гуковская ВЭС;
- Казачья ВЭС;
- Салынская ВЭС;
- Целинская ВЭС;
- Излучная ВЭС;
- Манланская ВЭС;
- Старицкая ВЭС;
- Холмская ВЭС;
- Черноярская ВЭС;
- Котовская ВЭС;
- Плешановская СЭС;
- Грачевская СЭС;
- Бугульчанская СЭС;
- Аршанская СЭС.

Суммарная мощность генерирующих объектов компании по электрической энергии составляет 4587 МВт. Совокупная мощность электростанций компании по тепловой энергии – 7369 МВт. Полезный отпуск электроэнергии в 2023 г. составил 27 660 тыс. МВт∙ч, объем отпуска тепловой энергии компании – 12,9 млн Гкал .
По итогам 2022 года генерирующая компания получила 12,537 млрд рублей чистой прибыли по международным стандартам финансовой отчетности (МСФО), что на 19,3% ниже показателя за 2021 год . За 2023 год чистая прибыль выросла до 13,23 млрд рублей по РСБУ .

### Инвестиционная программа
Инвестиционная программа ПАО «Форвард Энерго» по строительству генерирующих мощностей нового поколения — самая масштабная в тепловой генерации электроэнергетической отрасли России. Компания построила 11 современных и высоко эффективных энергоблоков общей мощностью 2,4 ГВт, 8 из которых в рамках программы ДПМ:
- 1 февраля 2011 года — энергоблок № 2 ПГУ Тюменской ТЭЦ-1 мощностью 190 МВт по электроэнергии, 220 Гкал в час по тепловой энергии;
- 7 июня 2011 года — энергоблок № 3 ПГУ Челябинской ТЭЦ-3 мощностью 216,3 МВт по электроэнергии, 47,8 Гкал в час по тепловой энергии;
- 3 октября 2011 года — приключенная турбина К-110 Тобольской ТЭЦ* электрической мощностью 213,3 МВт.
- 1 апреля 2013 года — энергоблок № 1 ПГУ Няганской ГРЭС мощностью 420,9 МВт по электроэнергии, 59,7 Гкал в час по тепловой энергии. Торжественное открытие Няганской ГРЭС состоялось 24 сентября 2013 года, на нем присутствовали президенты России Владимир Путин и Финляндии Саули Нийнистё[10].
- 1 декабря 2013 года — энергоблок № 2 Няганской ГРЭС мощностью 424 МВт по электроэнергии.
- 15 сентября 2014 года — энергоблок № 3 Няганской ГРЭС мощностью 424,681 МВт по электроэнергии.
- 1 декабря 2015 года — энергоблок № 1 Челябинской ГРЭС мощностью 247,5 МВт по электроэнергии, 174,5 МВт по тепловой энергии.
- 1 марта 2016 года — энергоблок № 2 Челябинской ГРЭС мощностью 247,5 МВт по электроэнергии, 174,5 МВт по тепловой энергии.
- 23 ноября 2017 года — энергоблок № 3 Челябинской ГРЭС мощностью 247,5 МВт по электроэнергии, 174,5 МВт по тепловой энергии[11].

*К числу реализованных инвестиционных проектов относится строительство и ввод в коммерческую эксплуатацию в 2011 году комплекса генерирующего оборудования мощностью 213,3 МВт на Тобольской ТЭЦ. 5 февраля 2016 года корпорация Fortum сообщила о продаже Тобольской ТЭЦ ПАО «СИБУР Холдинг».

### Развитие проектов в области ВИЭ

#### Строительство ветропарков
23 декабря 2015 года компания приступила к реализации проекта строительства ветропарка мощностью 35 МВт в Ульяновской области, на левом берегу Волги недалеко от Ульяновска. Общая сумма инвестиций составила около 65 миллионов евро. Первая очередь ветропарка начала выработку электроэнергии в 2018 году. ВЭС стала первым в России генерирующим объектом, который работает на основе использования энергии ветра на оптовом рынке электроэнергии и мощности (ОРЭМ). В 2019 году была реализована вторая очередь ветропарка Ульяновская ВЭС-2 мощностью 50 МВт.

#### Солнечная генерация
В 2017 году компания приобрела три солнечные электростанции. Плешановская (10 МВт) и Грачевская (10 МВт) СЭС расположены в Оренбургской области, Бугульчанская СЭС (15 МВт) находится в Республике Башкортостан. Все три электростанции введены в эксплуатацию в 2016—2017 гг. и получают плату за мощность на основе ДМП на протяжении примерно 15 лет после ввода в эксплуатацию. 
По результатам конкурсных отборов инвестиционных проектов по строительству генерирующих объектов, функционирующих на основе использования возобновляемых источников энергии, ПАО «Фортум» получил право на строительство 115,6 МВт солнечной генерации..
В декабре 2021 года первая очередь Аршанской СЭС в Элисте мощностью 78 МВт начала поставки электроэнергии и мощности на оптовый рынок электроэнергии и мощности. 1 июля 2022 года вторая очередь Аршанской СЭС установленной мощностью 37,6 МВт вышла на ОРЭМ. Установленная мощность Аршанской СЭС после ввода в промышленную эксплуатацию второй очереди составляет 115,6 МВт, что делает станцию крупнейшим объектом солнечной генерации в России.
«Форвард энерго» рассматривает строительство ветроэлектростанций на Дальнем Востоке (потенциальными площадками для размещения ВЭС могут стать Амурская область, Еврейская автономная область, Приморский край и Хабаровский край) .

#### Фонд развития ветроэнергетики
Фонд развития ветроэнергетики (совместный инвестиционный фонд, созданный на паритетной основе ПАО «Фортум» и Группой «РОСНАНО») создан в целях инвестирования в строительство ветропарков и запуска проектов по локализации производства ветроустановок, а также венчурных проектов в области возобновляемой энергетики.
Управление Фондом осуществляет УК «Ветроэнергетика», принадлежащая ПАО «Форвард Энерго» и ООО "УК «РОСНАНО» в равных долях.
По результатам конкурсных отборов инвестиционных проектов по строительству генерирующих объектов, функционирующих на основе использования возобновляемых источников энергии, Фонд получил право на строительство почти 2 ГВт ветрогенерации. Ветропарки должны быть введены в эксплуатацию в период 2019—2023 гг. Первым завершенным совместным проектом партнерства стала Ульяновская ВЭС-2 мощностью 50 МВт. Станция начала поставлять электроэнергию на ОРЭМ в январе 2019 года.
1 марта 2020 года Сулинская ВЭС в Ростовской области (второй завершенный проект Фонда развития ветроэнергетики) начала поставки электроэнергии и мощности на ОРЭМ .Установленная мощность Сулинской ВЭС составляет 100 МВт. Станция состоит из 26 ветроэнергетических установок производства компании Vestas мощностью 3,8 МВт каждая. Степень локализации оборудования ветроэлектростанции, подтвержденная Министерством промышленности и торговли России, составляет более 65 %.
В течение 2020 года на ОРЭМ вышли еще три ветроэлектростанции в Ростовской области: Каменская ВЭС (100 МВт), Гуковская ВЭС (100 МВт) и первая очередь Казачьей ВЭС (50 МВт).
В декабре 2020 года началась промышленная эксплуатация двух ветроэлектростанций Фонда развития ветроэнергетики в Республике Калмыкии: Салынская ВЭС (100 МВт) и Целинская СЭВ (100 МВт). Они стали первым реализованным проектом ветряной генерации в регионе. В ветропарках смонтированы 48 ветроэнергетических установок (ВЭУ) (по 24 на каждом) производства компании Vestas. Благодаря усовершенствованию турбины мощность ВЭУ удалось увеличить до 4,2 МВт.
Портфель проектов Фонда, находящихся на стадии реализации, составляет 731,6 МВт (50 МВт в Ростовской области, 340 МВт в Астраханской области, 105 МВт в Волгоградской области, 236,6 МВт в Самарской области).

#### Российский фонд прямых инвестиций
В декабре 2020 года Fortum и РФПИ создали совместное предприятие для инвестиций в сектор возобновляемой энергетики России и объявляют об инвестировании в приобретение полностью готовых и введенных в эксплуатацию ветроэлектростанций в Ульяновской и Ростовской областях суммарной мощностью более 350 МВт, а в марте 2021 года партнеры объявили о строительстве в Калмыкии крупнейшей в России солнечной электростанции (СЭС) мощностью 116 МВт. В июне 2021 года Fortum и Российский фонд прямых инвестиций объявили о расширении портфеля совместного предприятия в области возобновляемой энергетики и инвестициях в приобретение Салынской ВЭС и Целинской ВЭС в Республике Калмыкии суммарной мощностью 200 МВт. Благодаря инвестициям в ВЭС в Калмыкии совокупная мощность проектов совместного предприятия Fortum и РФПИ превысила 600 МВт.

#### Поставки зеленой энергии
Начиная с 2018 года, ПАО «Фортум» и Фонд развития ветроэнергетики (совместный инвестиционный фонд, созданный на паритетной основе «Фортум» и «РОСНАНО») осуществляют поставки электроэнергии, произведенной на основе ВИЭ, потребителям, заинтересованным в снижении своего углеродного следа. Число потребителей, сделавших выбор в пользу чистой энергии, с каждым годом растет. 
В 2018 году Fortum и Unilever подписали соглашение о развитии возобновляемых источников энергии в России, и в рамках сотрудничества Ульяновская ВЭС-1 начала поставки экологически чистой энергии на предприятия Unilever в Туле, Екатеринбурге и Санкт-Петербурге. В 2019 году аналогичное сотрудничество стартовало с международной пивоваренной корпорацией Anheuser-Busch InBev. А в 2020 году зеленая энергия с ростовских ветропарков Фонда развития ветроэнергетики стала использоваться в офисах Сбербанка в Ульяновске и на производственных площадках французской компании Air Liquide в Татарстане.
«Фортум» предлагает сотрудничество по поставкам чистой и возобновляемой энергии с целью помочь промышленным потребителям сократить углеродный след и внести свой вклад в сохранение климата планеты.

### Совместные предприятия
- В октябре 2017 года «Форвард Энерго» и «Корпорация СТС» создали совместное предприятие в сфере теплоснабжения Тюмени — АО «Урало-Сибирская Теплоэнергетическая компания» (УСТЭК). Статус единой теплоснабжающей организации (ЕТО) для потребителей тепловой энергии в городе Тюмени присвоен приказом Министерства энергетики РФ № 1186 от 18.12.2017 года[18]. Численность персонала предприятия составляет 976 человек. В зоне ответственности компании: 180 центральных тепловых пункта, 5 подкачивающих насосных станций и 43 котельные установки котельные. В обслуживании предприятия находятся 882 км тепловых сетей. Клиентами компании являются более 177 000 абонентов (физических лиц) и более 6 740 потребителей тепловой энергии (юридических лиц)[19].
- В апреле 2018 года «Фортум» и «Корпорация СТС» объявили о создании совместного предприятие в сфере теплоснабжения Челябинска[20]. С 1 января 2019 года АО «УСТЭК-Челябинск» выполняет функции Единой теплоснабжающей организации в зоне 01 Челябинска. Численность персонала предприятия составляет 485 человек. В зоне ответственности компании: 27 центральных тепловых пункта, 7 подкачивающих насосных станций и 2 водогрейные котельные. В обслуживании предприятия находятся 379 км магистральных тепловых сетей. Клиентами компании являются более 427 000 абонентов (физических лиц) и более 17 000 потребителей тепловой энергии (юридических лиц)[21].
- В мае 2019 года начал работу ООО «Курганский завод энергетических технологий» (создан на паритетных началах «Форвард Энерго» и «Интертехэлектро»). Завод расположен на территории Курганского индустриального парка и специализируется на производстве труб в пенополиуретановой (ППУ) и пенополимерминеральной (ППМ) изоляции[22].
- В апреле 2019 года ООО «Уралэнергосбыт» — совместное предприятие «Форвард Энерго» и "Энергосбытовая компания «Восток» — выиграло конкурс Министерства энергетики на получение статуса гарантирующего поставщика электроэнергии в Челябинской области. Приказом министерства энергетики РФ № 557 от 3.06.2019 года соответствующий статус присвоен компании с 1 июля 2019 года. ООО «Уралэнергосбыт» обеспечивает розничные поставки электрической энергии более чем 1,5 млн потребителям. В структуру компании входят 6 отделений и 53 офиса обслуживания во всех крупных городах и селах региона. Численность сотрудников составляет 1 360 человек[23].
- В январе 2022 года Газпромбанк сообщил о создании СП с «Форвард Энерго» в сфере возобновляемой энергетики вместо после закрытия аналогичного СП «Форвард Энерго» с Роснано, проекты в котором переводятся в новое совместное предприятие[24].

### Дочерние компании
- Акционерное общество «Челябэнергоремонт» — ремонт оборудования;
- Акционерное общество «Уральская теплосетевая компания» — производство, передача и распределение тепловой энергии;